# Karo Aviacijos Tiekimo Skyrius
Le Karo Aviacijos Tiekimo Skyrius est un ancien atelier de l'aviation militaire lituanienne situé à Kaunas. Modernisé sous la direction de l'ingénieur Antanas Gustaitis, le site est connu pour avoir construit dans les années 1920 et 1930 une gamme d'aéronefs (nommée ANBO) conçus par son directeur :
- ANBO I (1925) : avion de sport monoplace.
- ANBO II (1927) : avion d'entraînement biplace.
- ANBO III (1929) : avion d'entraînement avancé.
- ANBO IV (1932) : avion de reconnaissance.
- ANBO V (1929) : avion d'entraînement.
- ANBO VI (1933) : avion d'entraînement.
- ANBO VII : projet d' avion  de sport monoplace.
- ANBO VIII : bombardier léger.